# 烏克蘭斯凱 (日托米爾州)
50°26′20″N 27°40′48″E / 50.43889°N 27.68000°E
烏克蘭斯凱（烏克蘭語：Українське），是烏克蘭北部日托米爾州兹维亚赫尔区斯特里耶瓦市镇的村落。始建於1930年，面積0.59平方公里，海拔高度220米，2001年人口52，人口密度每平方公里88.14人。